# Echolot (Band)
Echolot ist eine Schweizer Band, deren musikalischer Stil von Doom Metal, Progressive Rock und Psychedelic Rock geprägt ist.

## Geschichte
Die aus Basel stammende Band wurde 2014 von Lukas Fürer, Renato Matteucci und Jonathan Schmidli gegründet und besteht seither in unveränderter Konstellation. 2016 folgte die Veröffentlichung ihres Debütalbums I, als Vinyl, Audiokassette und Download. Dieses Album bestehet lediglich aus einem einzigen 38-minütigen Titel. Darauf folgte im Herbst 2016 eine erste Europa-Tournee zusammen mit der schwedischen Doom-Formation Cities of Mars. Die Tour umfasste Konzerte in Schweden, den Niederlanden, Belgien, Deutschland und der Schweiz.
Im Frühling 2017 nahmen Echolot ihr zweites Album Volva auf, das im Oktober selben Jahres als Doppel-LP, Audio-CD und Download veröffentlicht wurde. Auf die Release Show folgte eine zweite Tournee mit Auftritten in der Schweiz, Frankreich, den Niederlanden, Dänemark, Tschechien und Österreich.

## Diskografie
Alben
- 2016: I
- 2017: Volva[3]